# 长耳蝠
长耳蝠（学名：Plecotus austriacus）为蝙蝠科长耳蝠属的动物。在中国大陆，分布于西藏、青海、新疆、四川等地。该物种的模式产地在奥地利维也纳。

## 亚种
- 长耳蝠四川亚种（学名：Plecotus austriacus ariel），Thomas于1911年命名。在中国大陆，分布于青海（东部）、四川等地。该物种的模式产地在四川康定。[2]
- 长耳蝠青海亚种（学名：Plecotus austriacus kozlovi），Bobrinskii于1926年命名。在中国大陆，分布于青海（柴达木）等地。该物种的模式产地在柴达木东部。[3]
- 长耳蝠新疆亚种（学名：Plecotus austriacus mordax），Thomas于1926年命名。在中国大陆，分布于新疆（西南部）等地。该物种的模式产地在新疆喀什。[4]
- 长耳蝠克什米尔亚种（学名：Plecotus austriacus wardi），Thomas于1911年命名。在中国大陆，分布于西藏、新疆（准葛尔）等地。该物种的模式产地在克什米尔拉达克。[5]